# 山地土佐太郎
山地 土佐太郎（やまじ とさたろう、1878年（明治11年）12月26日 - 1958年（昭和33年）2月2日）は、大正・昭和期の実業家、政治家。貴族院勅選議員。極洋捕鯨（現・極洋）の創業者である。

## 経歴

### 出生から実業の道へ
東京府京橋区新富町（現・東京都中央区）で、警視庁勤務・山地享吉の長男として生まれる。山地家は土佐国安芸郡津呂村（現・高知県室戸市室戸岬町）の出身で、先祖代々「津呂組」という鯨組の株主だった。父が西南戦争従軍後、一家は1880年（明治13年）に高知県へ帰郷した。土佐太郎は1888年（明治21年）、安芸郡羽根尋常小学校を卒業。同県土佐郡第一高等小学校に進学したが、父の死去に伴い1891年（明治24年）に高等小学校を中退し、家業に従事した。
大火により財産全てを焼失したため、1894年（明治27年）に高知県高知市廿代町の入交太次平商店に入り、大阪支店長兼汽船部支配人に昇進。宇美炭鉱支配人を経て、1916年（大正5年）に明治物産と山地汽船を創立。第一次世界大戦に伴う海運ブームで巨万の富を築いたが、没落も早かった。それでも、1918年（大正7年）にはスマトラゴム拓殖（後にスマトラ拓殖）を設立し、ゴムノキの栽培事業で再興するなど、各社の社長を務めた。

### 極洋捕鯨設立
鯨組の家系に産まれた土佐太郎は、脂資源開発の観点から母船式の大規模な捕鯨を悲願としていた。1936年（昭和11年）初め、山地は日本捕鯨（後の日本水産、現・ニッスイ）と大洋捕鯨（後のマルハ、現・マルハニチロ）が実施していた南氷洋捕鯨に乗り出す事を決意し、高知県室戸の土佐捕鯨で捕鯨船の船長をしていた林田惣太郎を重役に迎え入れた。9月には、遠洋捕鯨の必要性を山地自ら島田俊雄農林大臣に力説した。さらに、捕鯨母船や捕鯨船の資金の目途が立ったため、スマトラ拓殖は捕鯨部を設置し、10月25日に遠洋捕鯨の許可を農林大臣に申請した。既に国際的な制限が始まっていたため農林省（現・農林水産省）は承諾を渋ったが、山地は同じ高知県出身の永野修身海軍大将を説得し、燃料輸送や戦時の軍事輸送に利用できることから、海軍の山本五十六海軍次官や太田垣富三郎中将の支援を得た。1937年（昭和12年）2月6日、「近い将来別途に捕鯨会社を設立して、それに許可を移譲する事」を条件に、許可が交付された。9月3日、スマトラ拓殖捕鯨部を継承した、母船式捕鯨事業・各種漁業・水産加工業を業務とする極洋捕鯨の設立総会が日本工業倶楽部で開かれ、山地が代表取締役に就いた。重陽にあたる9月9日に極洋捕鯨の設立登記が行われ、この日が極洋捕鯨の創立記念日となった。1938年（昭和13年）10月11日、捕鯨母船極洋丸と第一京丸などキャッチャーボート9隻の船団は、第1回南氷洋捕鯨に向けて神戸港を出航した。出航後、船団は山地の郷里である室戸岬町に寄港し捕鯨砲の空砲を一斉に放ったほか、高知港に寄港して船内を市民に開放した。
この間、山地は神戸商業会議所議員、南洋協会理事、インドネシア協会理事・評議員、商工省顧問、帝国水産統制創立委員、台湾拓殖創立委員などを務めたほか、先祖に所縁のある室戸岬町に室戸岬水産学校（後に高知県立室戸岬水産高等学校、1999年に高知県立高知海洋高等学校に統廃合）を設立した。また、馬政家、馬術家としても知られ、農商務省馬政委員会委員、日本乗馬協会評議員、日本競馬会評議員、帝国馬匹協会副会長、東京乗馬倶楽部副会長などを務めた。

### 戦中・戦後
太平洋戦争（大東亜戦争）勃発後、1942年（昭和17年）の水産統制令に伴い同業他社が統合される中、山地は第2船団の計画など極洋捕鯨の特殊な立場を力説し、極洋捕鯨を単独の水産会社として存続させた。南氷洋捕鯨が実施不能となり極洋丸船団の船が徴用される中、沿岸捕鯨や定置網漁、海南島での底引網漁で事業を継続した。しかし徴用された船舶の撃沈や全損、事業所の空襲などで、終戦時に残ったのは木造の沿岸捕鯨船2隻とトロール船2隻、255人の職員だけだった。
1945年（昭和20年）の日本の敗戦後には、復員する従業員の受け入れや沿岸捕鯨と以西底引網漁で極洋捕鯨の事業を再開した。1946年（昭和21年）8月の会社経理応急措置法指定や1948年（昭和23年）2月の過度経済力集中排除法の適用も、連合国軍最高司令官総司令部（GHQ）との折衝の末すぐに解除させた。
1946年6月19日、貴族院勅選議員に任じられ、研究会に属して活動し、1947年（昭和27年）5月2日の貴族院廃止まで在任した。1948年7月に極洋捕鯨の会長に就任し、1950年（昭和25年）12月に取締役を小笠原三九郎に譲り相談役に退いた。なお、この年の第2回参議院議員通常選挙に全国区から無所属で立候補したが、落選した。
1958年（昭和33年）2月2日、第二極洋丸船団による南氷洋捕鯨再開と好成績を見届けて死去した。享年79歳。

## 著作
- 編『絶海国師と牛隠庵』雅友社、1955年。

## 伝記
- 山地土佐太郎翁伝記刊行東岬会・編『山地土佐太郎翁』山地土佐太郎翁伝記刊行東岬会、1965年。

## 親族
- 父 山地享吉（第百二十七銀行（現・四国銀行）支配人）[5]
- 二男 山地三平（太平洋海運社長）[5]
- 孫 山地三六郎（太平洋海運社長）[5]
- 義弟 山地羽村（俳人）[5]